# Chrysolampus splendidulus
Chrysolampus splendidulus är en stekelart som först beskrevs av Maximilian Spinola 1808.  Chrysolampus splendidulus ingår i släktet Chrysolampus och familjen gropglanssteklar. Arten är reproducerande i Sverige. Inga underarter finns listade i Catalogue of Life.